# أرصوصة
الأُرْصُوصة أو البُرْنَيْطَة أو قبعة الرامي أو الدَرْبِيّة (الولايات المتحدة) أو البَوْلَر هي قبعة مستديرة صلبة من اللّباد على هيئة بيضة أو خوذة، لها إفريز مُكْبَن إلى أعلى. أنشأها في الأصل صانعو القبعات في لندن توماس ووليام بولر خلال عام 1849. تقليديًا كانت تُلبس بزي شبه رسمي وغير رسمي.